# Helius hatschbachi
Helius hatschbachi är en tvåvingeart som beskrevs av Alexander 1954. Helius hatschbachi ingår i släktet Helius och familjen småharkrankar. Inga underarter finns listade i Catalogue of Life.